# Le Chant des sirènes
Le Chant des sirènes is een nummer van het Franse muziekduo Fréro Delavega uit 2015. Het is de tweede single van hun titelloze debuutalbum.
"Le Chant des sirènes" heeft als boodschap om stil te staan bij het verleden, de schoonheid van herinneringen te omarmen, maar ook om vooruit te kijken en innerlijke balans te zoeken in het heden. Het nummer werd een hit in Franstalig Europa, met een 9e positie in Frankrijk.

## Tracklijst
- Muziekdownload

1. "Le Chant des sirènes" - 3:00